# Ton Ton Ton
«Ton Ton Ton» es una canción de Nicky Jam perteneciente a su álbum de estudio The Black Carpet. El sencillo promocional contó con la participación del dúo R.K.M. & Ken-Y, siendo producida por Mambo Kingz. La canción tuvo un éxito moderado en algunos países de América Latina.

## Vídeo musical
En el vídeo se ve a una chica en su casa esperando una llamada de su novio, mientras afuera de la casa Nicky se encuentra velándola. Luego ella decide salir sola a divertirse. Al llegar a la discoteca se encuentra con R.K.M y Ken Y y baila con ambos, por lo que Nicky Jam se pone celoso. Finalmente la chica se va de la disco y los deja a los tres con las ganas. El vídeo fue grabado el 20 de diciembre de 2007 en la antigua discoteca Evolution, en Santurce.

## Posición en listas
| Listas (2008)                | Posición |
| ---------------------------- | -------- |
| Billboard Latin Rhythm Songs | 7        |